# 四川体育职业学院
四川体育职业学院是中華人民共和國四川省成都市一所培养竞技体育人才的省屬公辦高等职业学校，前身是四川省体工队。1981年10月筹建，當時名為四川省运动技术学院。1986年正式成立，當時的主管部门是四川省体委，為一所成人大专院校。2018年9月13日，學校更名為四川体育职业学院，學校也改制為专科层次全日制普通高等院校。

## 外部連結
- 官方网站